# (16773) 1996 VO1
1996 في أو 1 (ويعرف أيضًا باسم (16773) 1996 في أو 1 وفق تسمية الكوكب الصغير) (بالإنجليزية: 1996 VO1)‏ هو كويكب ضمن حزام الكويكبات؛ وترتيبه 16773 من حيث الاكتشاف.
اكتُشف هذا الجُرم الفلكي بواسطة تاكيشي أوراتا ‏ في 6 نوفمبر 1996.

## وصلات خارجية
- (16773) 1996 VO1 في قاعدة بيانات مختبر الدفع النفاث لأجرام النظام الشمسي الصغيرة

- الاكتشاف · مخطط المدار ·  العناصر المدارية · المعلمات المادية

- (16773) 1996 VO1 على موقع ويكي سكاي: DSS2, SDSS, GALEX, IRAS, Hydrogen α, X-Ray, Astrophoto, Sky Map, Articles and images